# Lupus II. (Gascogne)
Lupus II. (baskisch: Lope, französisch: Loup; † nach 778) war ein Herzog beziehungsweise Fürst der südlich der Garonne (heute Gascogne) siedelnden Basken ("dux/princeps Vasconum") im 8. Jahrhundert.
Lupus bot 769 dem zu ihm geflohenen aquitanischen Herzog Hunold Asyl, doch lieferte er ihn noch im selben Jahr an König Karl den Großen aus, nachdem dieser ihm mit Krieg gedroht hatte. Bei dieser Gelegenheit unterwarf sich Lupus der Oberhoheit des Frankenkönigs. Er wird letztmals für das Jahr 778 genannt.
Lupus II. wird als Stammvater der späteren vasconischen Herzöge und diverser Grafendynastien der Gascogne angenommen, siehe Haus Gascogne. Sein Sohn war vermutlich der 787 auftretende Herzog Adalric.
- siehe Liste der Herrscher der Gascogne